# Lorvão
Lorvão es una freguesia portuguesa del concelho de Penacova, con 25,77 km² de superficie y 4.220 habitantes (2001). Su densidad de población es de 163,8 hab/km².